# Jan Dziedzic (duchowny)
Jan Dziedzic – polski duchowny, dr hab., profesor Instytutu Teologii Praktycznej i dziekan Wydziału Teologicznego Uniwersytetu Papieskiego Jana Pawła II w Krakowie.

## Życiorys
26 marca 1999 obronił pracę doktorską Postawy wobec eutanazji w kontekście samooceny religijnej. Badania wśród studentów Wydziału Lekarskiego Collegium Medicum Uniwersytetu Jagiellońskiego, następnie otrzymał stopień doktora habilitowanego. 8 marca 2023 uzyskał tytuł profesora nauk teologicznych.  Awansował na stanowisko adiunkta w Katedrze Psychologii Religii na Wydziale Filozoficznym Uniwersytetu Papieskiego Jana Pawła II w Krakowie.
Był profesorem nadzwyczajnym w Specjalizacji Teologii Pastoralnej, oraz prodziekanem na Wydziale Teologicznym Uniwersytetu Papieskiego Jana Pawła II w Krakowie.
Jest profesorem w Instytucie Teologii Praktycznej i dziekanem na Wydziale Teologicznym Uniwersytetu Papieskiego Jana Pawła II w Krakowie.